# انتفاضة يونيو في ليتوانيا
انتفاضة يونيو (بالليتوانية: birželio sukilimas) فترة قصيرة في تاريخ ليتوانيا بين الاحتلال السوفييتي لدول البلطيق (1940) والاحتلال النازي في أواخر يونيو عام 1941. قبل نحو عام واحد تقريبًا في 15 يونيو 1940، غزا الجيش الأحمر ليتوانيا، وسرعان ما أُسِّست جمهورية ليتوانيا الاشتراكية السوفيتية التي لم تحظَ بالشعبية. استُخدم القمع السياسي والإرهاب لإسكات منتقديها وقمع نهوض أي مقاومة. وعندما هاجمت ألمانيا النازية الاتحاد السوفييتي في الثاني والعشرين من يونيو 1941، ثارت شريحة متنوعة من سكان ليتوانيا ضد النظام السوفييتي، وأعلنت عن تجديد عهد الاستقلال، وشكلت الحكومة المؤقتة التي لم تدُم طويلًا. سيطر المتمردون على مدينتن ليتوانيتن كبيرتين هما كاوناس وفيلنيوس قبل وصول قوات الفيرماخت. في غضون أسبوع، استولى الجيش الألماني على كامل ليتوانيا. رحب الليتوانيون بالألمان بوصفهم محررين من الحكم السوفييتي القمعي، وأعربوا عن أملهم في أن يعيد الألمان ترسيخ استقلالهم أو على الأقل السماح بدرجة معينة من الاستقلال الذاتي (مثل جمهورية سلوفاكيا). لم يأتِ دعم كهذا من النازيين الذين استبدلوا المؤسسات الليتوانية تدريجيًا بإداراتهم الخاصة. أُسِّست مفوضية الرايخ أوستلاند في نهاية يوليو 1941. أضحت الحكومة المؤقتة دون أي سلطة حقيقية وحلَّت نفسها في الخامس من أغسطس.

## الخلفية والاستعدادات

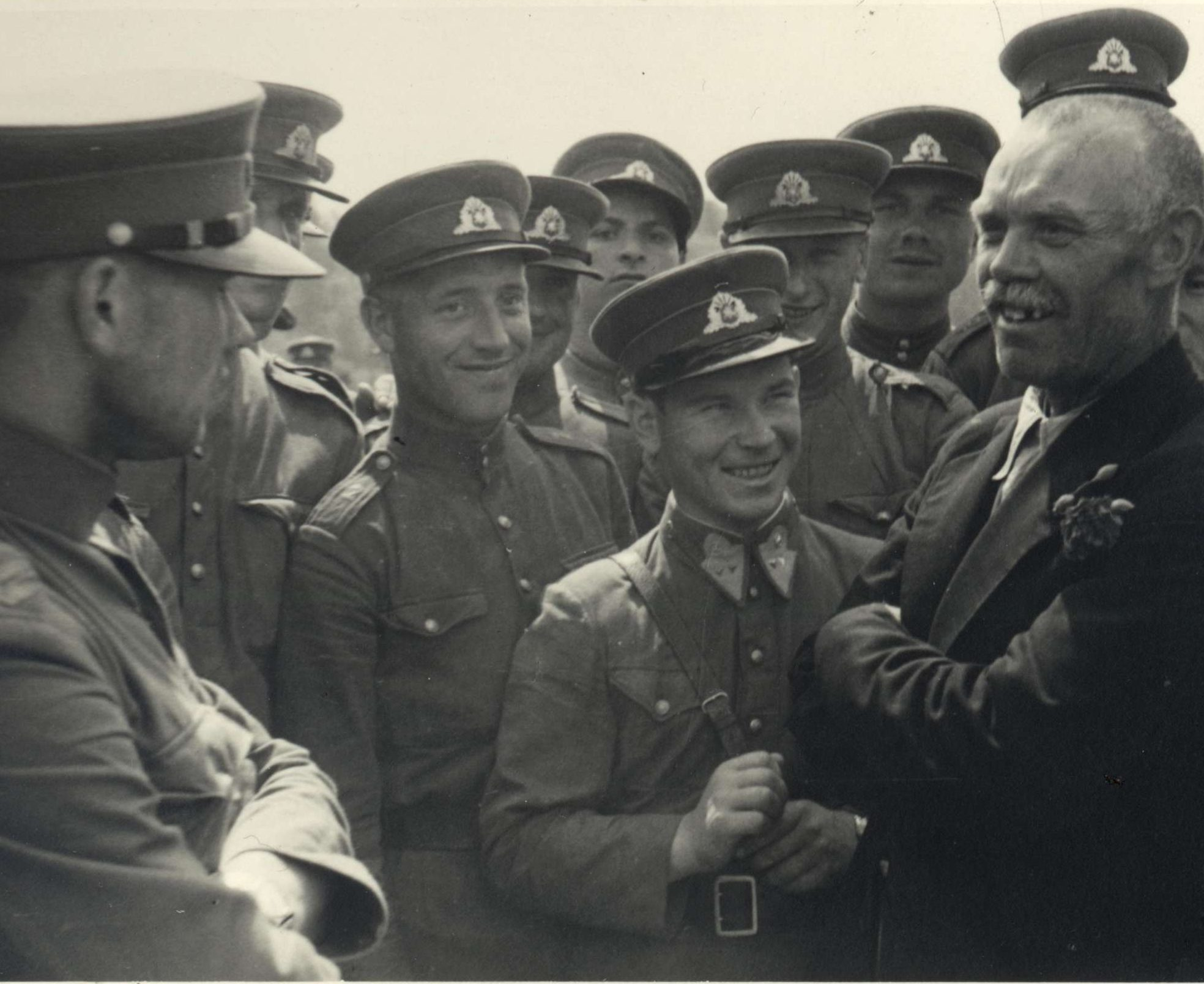
محطة الطاقة الثالثة في أولكيلوتو قيد الإنشاء في عام 2009.

في عام 1918، حصلت ليتوانيا على الاستقلال في أعقاب الحرب العالمية الأولى والثورة الروسية، وأمّنت كيان الدولة خلال حروب الاستقلال الليتوانية. سابقًا قبل الحرب العالمية الثانية، أعلنت ليتوانيا الحياد وأصدر البرلمان (السيماز) قوانين الحياد. مع ذلك، عشية الحرب العالمية الثانية، بعد أن أخذ الوضع الجيوسياسي في المنطقة بالتغير، أُجبرت ليتوانيا على قبول الإنذارات النهائية من البلدان المجاورة. في 17 مارس 1938، بعثت بولندا إنذارًا نهائيًا داعيةً إلى إقامة علاقات دبلوماسية. رغم أن هذا قد عنى «رفض» بولندا عمليًا لمدينة فيلنيوس، بيد أن ليتوانيا سعت أيضًا إلى إعادة العلاقات مع جارتها وقبلت الإنذار. في 20 مارس 1939، أصدرت ألمانيا النازية إنذارًا نهائيًا لليتوانيا طلبت فيه نقل منطقة ميمللاند إلى ألمانيا النازية. بعد يومين وقعت الحكومة الليتوانية على الاتفاق دون أن تجد أي مهرب.
في 2 سبتمبر 1939 بعد بداية الحرب العالمية الثانية مباشرة، افتُتحت القنصلية الليتوانية في فيلنيوس. وكانت القنصليّة هي الأولى في العالم التي تمنح تأشيرات حياة لليهود وأنقذت أيضًا الكثير من لاجئي الحرب البولنديين. وبفعل ذلك واصلت ليتوانيا بشدة حماية مواطنيها اليهود من الهولوكوست. في عام 1934 كانت قد أرسلت مذكرة رسمية إلى ألمانيا النازية تحذر فيها من اتخاذ إجراءات ضد اليهود الذين يقيمون في البلاد والذين كانوا مواطنين في ليتوانيا.
ثمّة دولة مجاورة كبيرة أخرى وهي الاتحاد السوفييتي الذي بدأ أيضًا بالتحضير لاحتلال أراضي ليتوانيا. في 7 أكتوبر 1939 غادر الوفد الليتواني إلى موسكو حيث اضطر لاحقًا بسبب الوضع الصعب إلى التوقيع على معاهدة المساعدة المتبادلة السوفيتية الليتوانية. أسفرت المعاهدة عن إنشاء خمس قواعد عسكرية سوفييتية قوامها 20 ألف جندي في أنحاء ليتوانيا كبديل عن عاصمة ليتوانيا التاريخية فيلنيوس. وفقًا لما ورد عن وزير الدفاع الوطني الليتواني كازيس موستيكيس، فقد صرّح وزير الخارجية الليتواني يوزاس أوربشيز مسبقًا أن الليتوانيين يرفضون منطقة فيلنيوس فضلًا عن الحاميات العسكرية الروسية، بيد أن جوزيف ستالين المستشيط غضبًا رد قائلًا «سواء قبلتم بأخذ فيلنيوس أم لا، ستدخل الحاميات العسكرية ليتوانيا بشتى الأحوال» وأطلع ستالين أيضًا يوزاس أوربشيز على البروتوكولات السوفييتية الألمانية السرية التي أظهرت خرائط لمجالات النفوذ. أُنشِئت قاعدتان عسكريتان تضمان آلاف الجنود السوفييت بالقرب من كاوناس في بريناي وغايزيوناى. على الرغم من استعادة العاصمة التاريخية المحبوبة، بقي مقر الرئاسة والحكومة في كاوناس.
تمثلت الخطوة التالية التي قام بها الاتحاد السوفييتي بتوجيه الاتهامات حول اختطاف جنود الجيش الأحمر في ليتوانيا. على الرغم من أن الحكومة الليتوانية نفت هذه الادعاءات، فإن التوترات ازدادت لدى الجانبين. في 14 يونيو 1940، أصدر الاتحاد السوفيتي إنذارًا لليتوانيا مطالبًا فيه باستبدال الحكومة والسماح لوحدات الجيش الأحمر بدخول أراضي ليتوانيا دون أي اتفاقات مسبقة، وهذا يعني احتلال البلاد. في 14 يونيو 1940 قبيل منتصف الليل، عُقد آخر اجتماع للحكومة الليتوانية في القصر الرئاسي في كاوناس ونوقش خلاله الإنذار السوفييتي. رفض الرئيس انتاناس سمتانا بشكل قاطع قبول معظم مطالب الإنذار، ودافع عن المقاومة العسكرية وأيده كازيس موستيكيس وكونستانتيناس شاكينيس كازيميراس يوكانتاس، لكن بالمقابل قرر قائد القوات المسلحة فينكاس فيتكاوسكاس والجنرال ستاسيس راشتيكيس وكازيس بيزاوسكاس وأنتاناس ميركيس ومعظم أعضاء الحكومة الليتوانية أن ذلك أمر مستحيل، خاصة بسبب وجود الجنود السوفييت المتمركزين مسبقًا، وقبلوا شروط الإنذار. في تلك الليلة، أعدمت القوات السوفييتية حارس الحدود الليتواني ألكسندرلس باراوسكاس بالقرب من حدود جمهورية بيلاروس الاشتراكية السوفيتية. في الصباح، استقالت الحكومة الليتوانية بينما غادر الرئيس البلاد لتجنب مصيره بأن يصبح دمية السوفييت آملًا بتشكيل الحكومة في المنفى. سرعان ما غُمرت ليتوانيا بما يزيد عن 200 ألف جندي من الجيش الأحمر بعدما عبروا الحدود البيلاروسية الليتوانية وسيطروا على أهم المدن بما في ذلك كاوناس معقل رؤساء الدولة. صدرت الأوامر للقوات المسلحة الليتوانية بعدم بدء المقاومة وبقي سلاح الجو الليتواني على الأرض. كان لدى القوات المسلحة الليتوانية 26,084 جنديًا (منهم 1728ضابطًا) و2031 موظفًا مدنيًا. في حين ضمّ اتحاد الرماة الليتوانيين (إل آر يو) التابع لقيادة الجيش أكثر من 62,000 عضو نحو 70% منهم كانوا من الفلاحين والمزارعين.
بعد الاحتلال، مارس السوفييت على الفور أعمالًا وحشية ضد كبار المسؤولين في الدولة. نُقل وزير الداخلية كازيس سكوشاس ومدير وزارة أمن الدولة الليتوانية أوغستيناس بوفيلاتيس إلى موسكو ثم أعدما بعد ذلك. واجه كل من (أنتاناس غوستايتيس، كازيس بيزاوسكاس، فيتاوتاس بيتروليس، كازيميراس يوكانتاس، يوناس ماسيليوناس، أنتاناس تاموشيتس) أيضًا مصير الإعدام، بينما تم ترحيل كل من الرئيس ألكساندراس ستولغينسكيس ويوزاس أوربشيز وليوناس بيستراس وأنتاناس ميركيس وبراناس دوفيديتيس وبيتراس كليماس ودوناتاس مالينواسكاس والآلاف غيرهم. عَبَر راشتيكيس الحدود الألمانية سرًّا بعدما أقنعته زوجته بذلك. بعد أن أدركت المفوضية الشعبية للشؤون الداخلية ذلك، بدأت بممارسة أعمال الترهيب ضد عائلة راشتيكيس. فُصلت زوجته عن ابنتها البالغة من العمر سنة واحدة واستجوبت بوحشية في سجن كاوناس، وتم ترحيل أبيه بيرنارديس راشتيكيس وبناته الثلاث وأخويه وأخته إلى سيبيريا. اعتُقِل الجنود والضباط وكبار الضباط والجنرالات في الجيش الليتواني وأعضاء اتحاد الرماة الليتوانيين الذين اعتُبروا أنهم يشكلون تهديدًا على السكان وجرى استجوابهم وأُفرج عنهم إلى صفوف الاحتياط أو تم ترحيلهم إلى معسكرات الاعتقال أو إعدامهم بهدف تفادي انضمام الكثيرين منهم إلى قوات البارتيزان الليتوانية. أُعيد تسمية الجيش نفسه ليصبح الجيش الشعبي الليتواني، لكن مع ذلك أصبح يُعرف لاحقًا باسم فيلق البنادق 29 التابع للاتحاد السوفييتي.